# 塩川みほ
塩川 みほ（しおかわ みほ、1972年11月18日 - ）は、日本の声優、女優。長崎県出身。血液型はA型。

## 出演作品

### OVA
- ドラゴニア（侍女）

### ゲーム
- トトリのアトリエ 〜アーランドの錬金術士2〜 (ピルカ)

### ラジオ
- ドラマハウスのパワフルラジオ

### その他
- QVCジャパン

| スタブアイコン | サブスタブ | この項目は、まだ閲覧者の調べものの参照としては役立たない、声優（ナレーターを含む）に関連した書きかけの項目です。この項目を加筆・訂正などしてくださる協力者を求めています（P:アニメ/PJ:芸能人）。 |